# Сонам Дечен Вангчук
Сонам Дечен Вангчук (англ. Sonam Dechen Wangchuck; род. 5 августа 1981) — принцесса Бутана.
Сонам Дечен является дочерью четвёртого короля Бутана Джигме Сингье Вангчука и королевы Дорджи Вангмо Вангчук, а также сводной сестрой нынешнего короля Бутана Джигме Кхесар Намгьял Вангчука. Она имеет учёную степень в области международных отношений Стэнфордского университета и степень магистра права Гарвардской школы права. Она также работала в Королевском суде Бутана.

## Публикации
Her Royal Highness Ashi Sonam Dechen Wangchuck. Keynote Address (англ.) // Journal of Bhutan Studies : журнал. — 2009. — Vol. Summer, no. 20. — P. 1—2. — ISSN 1608-411X. Архивировано из оригинала 27 января 2012 года.